# La gran sultana
La gran sultana doña Catalina de Oviedo es una comedia de cautivos de Miguel de Cervantes, cuya acción tiene lugar en Constantinopla hacia 1600.

## Características
Se publicó con el título completo de Comedia famosa intitulada La gran sultana doña Catalina de Oviedo dentro de las Ocho comedias y ocho entremeses nuevos nunca representados (Madrid, viuda de Alonso Martin, 1615). Es una de las mejores comedias del libro y cuenta cómo esta dama española, cautiva desde la infancia, acepta, tras largas peripecias, el amor del sultán sin renunciar a su religión y logrando la salvación de Lamberto y Clara, aparentes mujeres del harén turco, así como la del gracioso Madrigal.
 Por otra parte, la hispanista Ruth Fine piensa que en esta comedia Miguel de Cervantes reescribe el Libro de Ester

## Argumento
La prisionera cristiana Catalina de Oviedo procura resistirse al amor del sultán de la Sublime Puerta, pero al final debe entregarse a él; en paralelo, otra cristiana del serrallo o harén, Clara (Zaida) está enamorada de otra, Zelinda (Lamberto), ya que Clara adopta el nombre morisco de Zaida y Lamberto el de Zelinda al hacerse pasar por mujer para poder seguirla al serrallo... y aún está a pique de acostarse con el gran Turco. Al final, ambos amantes se encuentran en situación bastante comprometida, pues, como resume Lamberto, dirigiéndose a su enamorada Clara o Zaida: «¿Qué habremos de hacer, señora, / yo varón y tú preñada?», y doña Catalina los libra del apuro.
Se recrea el episodio histórico de Catalina de Oviedo, presa de Amurates III, quien se enamoró de ella y la liberó de su esclavitud para desposarla, permitiéndole conservar sus costumbres y sus creencias religiosas, ya que doña Catalina, prisionera de los turcos, se niega a abrazar la religión mahometana, a cambiar su nombre de cristiana por el de mora y a vestir como mora. Y aunque ha de pasar por esto, vuelve a usar las ropas de cristiana a la primera oportunidad que se le presenta.
El ambiente que enmarca la acción, con la vida del serrallo de fondo, ofrece una gran riqueza de colorido; está salpicado de episodios muy variados y trufado por las agudezas del gracioso Madrigal, quien, entre otras gracias, echa grandes tajadas de tocino en un guiso de verduras que se disponían a comer unos judíos o se propone enseñarle a hablar en vizcaíno a un elefante, aunque el cadí se opone a ello: «Enséñale la española, / que la entendemos mejor» por lo que, aunque contiene momentos muy dramáticos, es en general de tono burlesco.